# الجاته ملگورا
الجاته ملگورا (به ایتالیایی: Olgiate Molgora) یک کومونه در ایتالیا است که در استان لکو واقع شده‌است. الجاته ملگورا ۷٫۲ کیلومتر مربع مساحت و ۵٬۸۳۸ نفر جمعیت دارد و ۲۸۷ متر بالاتر از سطح دریا واقع شده‌است.